# Coupe RDS
Die Coupe RDS (englisch RDS Cup) ist eine Eishockey-Trophäe der Québec Major Junior Hockey League. Sie wird seit 1992 jährlich dem besten Liganeuling (Rookie) verliehen. Die Trophäe wird von Réseau des sports, einem kanadischen Fernsehsender, gesponsert. Von 1992 bis 1994 wurde die Trophäe als Molson Cup und 1995 als New Face Cup vergeben.
Parallel zur Coupe RDS werden bereits seit 1981 die Trophée Michel Bergeron für den besten Offensivspieler unter den Rookies sowie die Trophée Raymond Lagacé für den besten Defensivspieler unter allen Rookies vergeben. Zwischen 1969 und 1980 diente die Auszeichnung zum  LHJMQ Recrue de l’année als Trophäe für den besten Rookie unter allen Liganeulingen. 

## Gewinner
Tabelle der Gewinner ab 1991, farbig unterlegte Spieler haben im selben Jahr den CHL Rookie of the Year Award gewonnen.
| Jahr    | Spieler                        | Team                                 |                |
| ------- | ------------------------------ | ------------------------------------ | -------------- |
| 2024/25 | Matwei Gridin                  | Shawinigan Cataractes                |                |
| 2023/24 | Émile Guité                    | Chicoutimi Saguenéens                |                |
| 2022/23 | Maxim Massé                    | Chicoutimi Saguenéens                |                |
| 2021/22 | Jakub Brabenec                 | Charlottetown Islanders              |                |
| 2020/21 | Tristan Luneau                 | Gatineau Olympiques                  |                |
| 2019/20 | Zachary Bolduc                 | Rimouski Océanic                     |                |
| 2018/19 | Jordan Spence                  | Moncton Wildcats                     |                |
| 2017/18 | Alexis Lafrenière              | Rimouski Océanic                     |                |
| 2016/17 | Nico Hischier                  | Halifax Mooseheads                   |                |
| 2015/16 | Witali Abramow                 | Gatineau Olympiques                  |                |
| 2014/15 | Dmytro Timashov                | Québec Remparts                      |                |
| 2013/14 | Nikolaj Ehlers                 | Halifax Mooseheads                   |                |
| 2012/13 | Walentin Sykow                 | Baie-Comeau Drakkar                  |                |
| 2011/12 | Michail Grigorenko             | Québec Remparts                      |                |
| 2010/11 | Charles Hudon                  | Chicoutimi Saguenéens                |                |
| 2009/10 | Petr Straka                    | Rimouski Océanic                     |                |
| 2008/09 | Dmitri Kulikow                 | Drummondville Voltigeurs             |                |
| 2007/08 | Olivier Roy                    | Cape Breton Screaming Eagles         |                |
| 2006/07 | Jakub Voráček                  | Halifax Mooseheads                   |                |
| 2005/06 | Ondřej Pavelec                 | Cape Breton Screaming Eagles         |                |
| 2004/05 | Derick Brassard                | Drummondville Voltigeurs             |                |
| 2003/04 | Sidney Crosby                  | Rimouski Océanic                     |                |
| 2002/03 | Petr Vrána                     | Halifax Mooseheads                   |                |
| 2001/02 | Benoît Mondou                  | Baie-Comeau Drakkar                  |                |
| 2000/01 | Pierre-Marc Bouchard           | Chicoutimi Saguenéens                |                |
| 1999/00 | Chris Montgomery               | Montréal Rocket                      |                |
| 1998/99 | Ladislav Nagy                  | Halifax Mooseheads                   |                |
| 1997/98 | Mike Ribeiro                   | Rouyn-Noranda Huskies                |                |
| 1996/97 | Vincent Lecavalier             | Rimouski Océanic                     |                |
| 1995/96 | nicht vergeben                 | nicht vergeben                       | nicht vergeben |
| 1994/95 | Steve Brulé                    | Saint-Jean Lynx                      |                |
| 1993/94 | Christian Matte                | Granby Bisons                        |                |
| 1992/93 | Ian Laperrière Martin Lapointe | Drummondville Voltigeurs Laval Titan |                |
| 1991/92 | Alexandre Daigle               | Victoriaville Tigres                 |                |

## Quelle
- Québec Major Junior Hockey League Guide 2010–11, S. 232